# José del Castillo Sáez de Tejada
José del Castillo Sáez de Tejada (29 de junho de 1901 – Madrid, 12 de julho de 1936) foi um militar e político espanhol.